# Papa Pio V
Papa Pio V, in latino Pius PP. V, nato Antonio (in religione Michele) Ghislieri (Bosco Marengo, 17 gennaio 1504 – Roma, 1º maggio 1572), è stato il 225º vescovo di Roma e papa della Chiesa cattolica, sovrano dello Stato Pontificio, oltre agli altri titoli propri del romano pontefice, dal 7 gennaio 1566 alla sua morte.
Teologo e inquisitore domenicano, operò per la riforma della Chiesa secondo i dettami del Concilio di Trento. Con san Carlo Borromeo e sant'Ignazio di Loyola è considerato tra i principali artefici e promotori della Controriforma. Durante il suo pontificato furono pubblicati il nuovo Messale romano, il Breviario (il primo che contiene l'Ave Maria) e il Catechismo, e furono intraprese le revisioni della Vulgata e del Corpus Iuris Canonici.
Intransigente tanto nel governo dello Stato Pontificio quanto nella politica estera, fondò la sua azione sulla difesa del Cattolicesimo dall'eresia e sull'ampliamento dei diritti giurisdizionali della Chiesa; nel tentativo di favorire l'ascesa al trono inglese della cattolica Maria Stuarda, scomunicò Elisabetta I d'Inghilterra.
La sua figura è legata alla costituzione della Lega Santa e alla vittoriosa Battaglia di Lepanto (1571). Fu beatificato nel 1672 da papa Clemente X e canonizzato il 22 maggio 1712 da papa Clemente XI.

## Biografia

### Famiglia e formazione

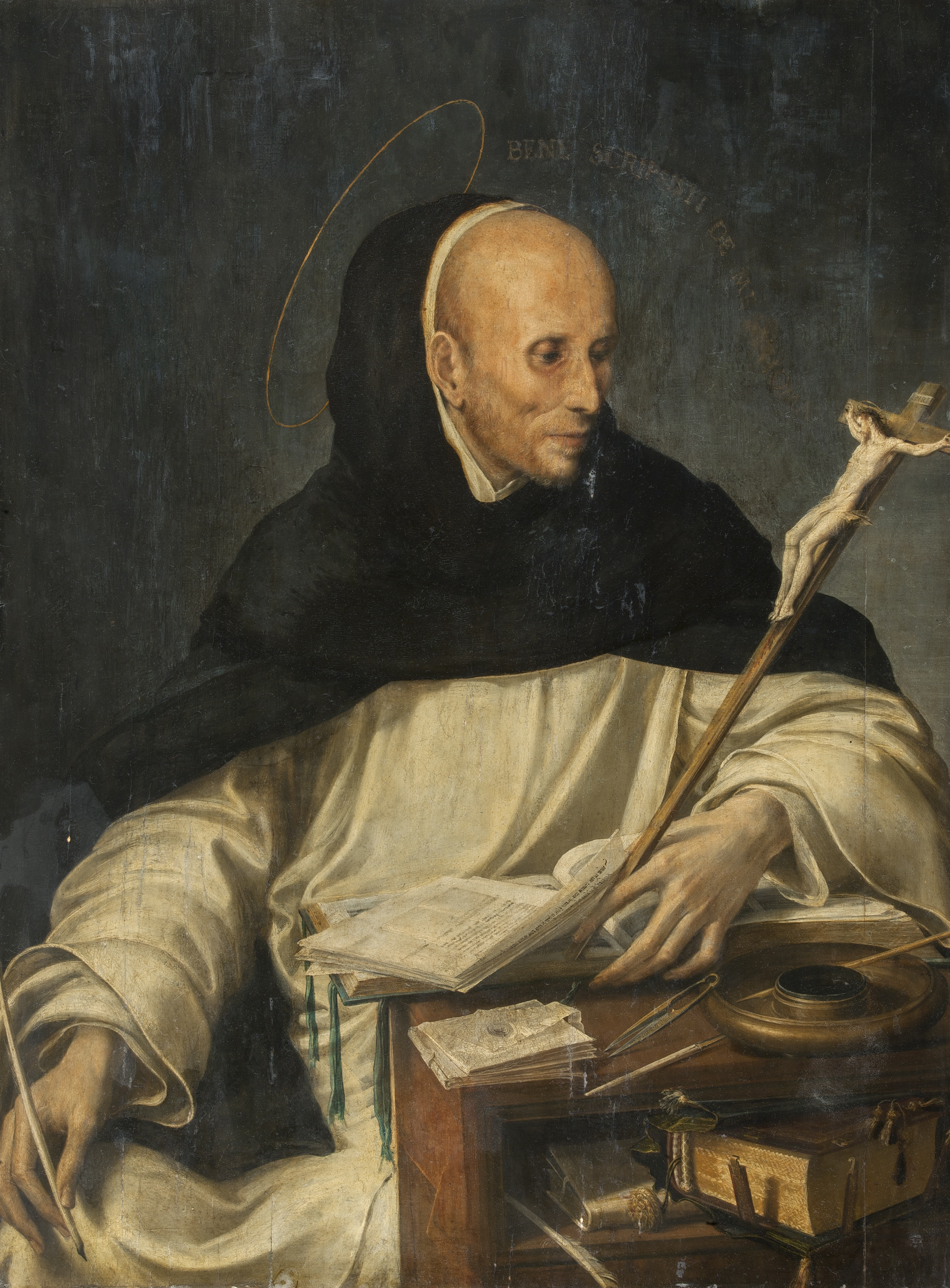
Ritratto di frate in veste di San Tommaso d'Aquino di Girolamo Mazzola Bedoli (1543) conservato nella Pinacoteca di Brera. Il frate è identificato con il domenicano Michele Ghislieri, ritratto forse durante il suo soggiorno a Parma.

Antonio Ghislieri nacque a Bosco (oggi Bosco Marengo, in provincia di Alessandria; all'epoca villaggio appartenente alla diocesi di Tortona e al ducato di Milano) da Paolo Ghislieri e Dominina Augeri. Il padre, pastore di pecore, era povero, e l'accesso agli studi al giovane Antonio fu consentito grazie al sostegno economico di un benefattore suo vicino di casa, tale Bastone. Scritti genealogici fioriti dopo la sua elezione al soglio pontificio, pur senza negare la povera condizione di nascita del Ghislieri, tentarono di nobilitarne le origini collegando la sua famiglia all'omonima potente casata bolognese, il cui esilio alla metà del Quattrocento avrebbe spiegato la presenza di suoi membri nella lontana Bosco e la loro decadenza; questa genealogia, però, non fu mai comprovata su base documentaria. È invece provata la presenza della famiglia Ghislieri nella zona del Bosco fin dal XIV secolo, ben prima dunque del 1445, data di esilio dell'ipotetico antenato Lippo di Tommaso Ghislieri da Bologna; lo stesso Girolamo Catena, autore della sua prima biografia, d'impronta decisamente celebrativa, mise in dubbio le origini bolognesi dei Ghislieri di Bosco per lo stesso motivo. Pio V contribuì a confermare questa tradizionale ascendenza bolognese adottando come stemma l'antica arma dei Ghislieri felsinei e, da papa, favorendo la carriera ecclesiastica del suo presunto parente Giovanni Pietro Alessandri, imparentato per via materna con i Consiglieri, un ramo realmente discendente dai Ghislieri di Bologna che aveva mutato nome. Per volere di Pio V, l'Alessandri, che aveva già assunto il cognome della madre, cambiò il proprio cognome in Ghislieri: in questo modo, il papa si "imparentò" ufficialmente anche con il cardinale Giovanni Battista Consiglieri, zio materno dell'Alessandri.
Dopo i primi studi nel paese natale, Antonio entrò a quattordici anni nel convento domenicano di Voghera, assumendo il nome di Michele. Compì in seguito il noviziato presso il convento di Vigevano, ove emise i voti solenni nel 1519 e completò la sua formazione umanistica e teologica presso lo studium conventuale. Notato dai superiori per la straordinaria vivacità d'ingegno e per l'austerità di vita, fu mandato allo studium teologico dell'Università di Bologna, dove ricevette una solida preparazione di stampo rigidamente tomista. Ultimati gli studi di filosofia e teologia a Bologna insegnò come "lettore maggiore" nel convento casalese di San Domenico, nella cui chiesa rinascimentale si conserva il suo ritratto realizzato nel Settecento dalla pittrice torinese Maria Clementi, detta la Clementina, e una grande tela della battaglia di Lepanto dipinta nel 1626 dal pittore trinese Giovanni Crosio. Nel 1528 fu ordinato sacerdote a Genova dal cardinale Innocenzo Cybo.

### Gli anni dell'insegnamento e gli incarichi nell'Ordine
I primi anni di ministero di fra' Michele furono dedicati all'insegnamento della teologia, di cui fu lettore nei conventi domenicani di Pavia, Alba e Vigevano. Dal 1528 al 1544 insegnò inoltre Filosofia presso l'Università degli Studi di Pavia e fu per breve tempo docente di Teologia presso l'Università di Bologna.
L'attività di insegnamento fu accompagnata nel corso degli anni trenta da diversi incarichi di governo nell'Ordine domenicano: a Vigevano fu procuratore e priore del convento, quindi fu priore a Soncino, ad Alba e infine nuovamente a Vigevano. In questi anni si recò spesso fuori dai conventi per esercitare il ministero pastorale, predicare e giudicare controversie in alcuni capitoli provinciali. Nel luglio 1539 fu temporaneamente inviato a sovraintendere alla ricostruzione del convento domenicano dell'isola di Sant'Erasmo a Venezia. Nel 1542 fu scelto per rivestire la carica di definitore nel capitolo generale della provincia Utriusque Lombardiae tenutosi a Roma. Dalla stessa assemblea risultò eletto Superiore provinciale per la Lombardia, carica che ricoprì per pochi mesi fino all'ingresso nella Santa Inquisizione.

### La carriera ecclesiastica

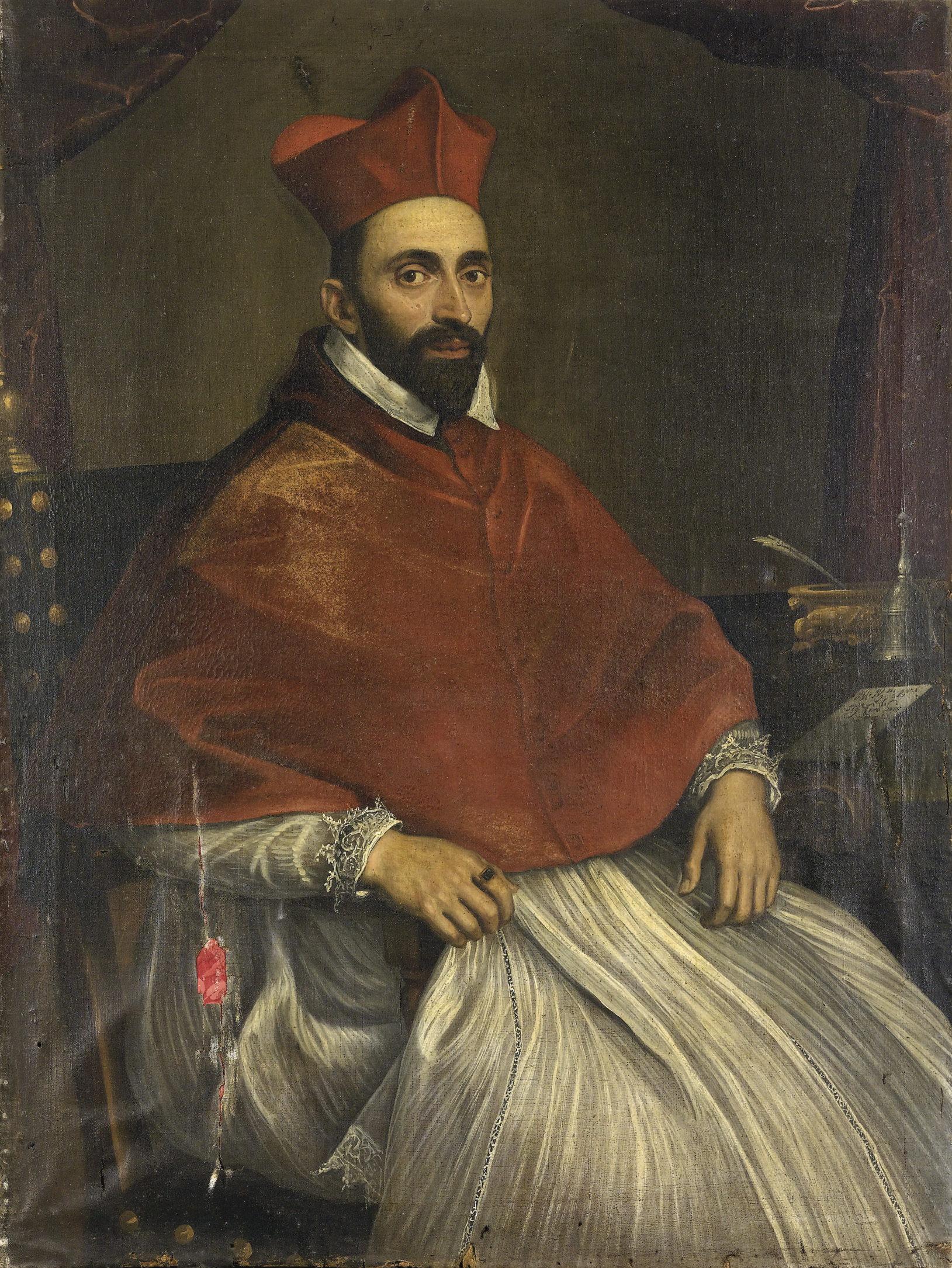
Il cardinale Ghislieri ritratto dal Domenichino

L'11 ottobre 1542 fu nominato commissario e vicario inquisitoriale per la diocesi di Pavia, ricevendo così il primo incarico nell'attività a cui si sarebbe dedicato fino alla morte con tutte le sue energie. L'anno successivo, a Parma, si mise in luce pronunciando le conclusioni pubbliche del capitolo provinciale, consistenti in trentasei tesi contro l'eresia luterana.
In virtù della sua esemplare condotta di vita, fu nominato inquisitore a Como (1550) e quindi, per volere di papa Giulio III, ebbe la stessa qualifica a Bergamo, dove fu incaricato di condurre un'inchiesta sul vescovo Vittore Soranzo, sospettato di eresia. Il 5 dicembre 1550 la residenza del Ghislieri fu presa d'assalto e l'inquisitore fu costretto alla fuga verso Roma, dove giunse il 24 dicembre riuscendo a consegnare al cardinale Gian Pietro Carafa l'incartamento relativo al Soranzo. Proprio grazie all'intercessione del cardinale Carafa, il Ghislieri fu nominato il 3 giugno 1551 commissario generale dell'Inquisizione romana, occupandosi da subito dei processi contro i cardinali Reginald Pole, Giovanni Morone e contro l'umanista fiorentino Pietro Carnesecchi.
L'elezione a pontefice del cardinale Gian Pietro Carafa, suo protettore, nel Conclave del maggio 1555, segnò un punto di svolta nel cursus honorum del Ghislieri. Paolo IV lo nominò presidente della commissione incaricata di redigere l'Indice dei libri proibiti e il 4 settembre 1556 lo nominò vescovo di Sutri e Nepi e inquisitore generale a Milano e in Lombardia. Fra' Michele ricevette l'ordinazione episcopale il 14 settembre dal cardinale Giovanni Michele Saraceni e l'anno successivo fu creato cardinale con il titolo di Santa Maria sopra Minerva, chiesa domenicana appositamente elevata a titolo cardinalizio.
Il 14 dicembre 1558, in concistoro, Paolo IV nominò il cardinale Ghislieri "Grande Inquisitore della Santa Romana e Universale Inquisizione" con facoltà illimitate e ad vitam. L'anno successivo, alla morte del pontefice, il Ghislieri partecipò al suo primo conclave, aderendo al partito vicino ai Carafa. Dopo aver sostenuto la candidatura del cardinale Antonio Carafa, appoggiò Giovanni Angelo Medici, che fu eletto con il nome di Pio IV. Il Ghislieri fu confermato nel suo ruolo di inquisitore, ma le divergenze con il pontefice, distante dalla linea intransigente del predecessore, lo portarono a essere nominato vescovo di Mondovì il 17 marzo 1560, dove si trasferì; prese possesso della diocesi il 4 giugno 1561.

### Cronologia degli incarichi
- 11 ottobre 1542: commissario della Santa Inquisizione a Pavia;

- aprile 1548 - aprile 1550: priore del complesso conventuale di San Giacomo Maggiore a Soncino;
- 1550: inquisitore a Como e Bergamo;
- 3 giugno 1551: commissario generale dell'Inquisizione romana;
- 1556: inquisitore generale a Milano e in Lombardia;
- 4 settembre 1556 – 17 marzo 1560: vescovo di Sutri e Nepi (ordinato il 14 settembre 1556);
- 15 marzo 1557: creato cardinale presbitero;
- 24 marzo 1557 – 14 aprile 1561: assume il titolo di Santa Maria sopra Minerva (lo riassume per un breve periodo dal 15 maggio 1565 al 7 gennaio 1566); il padre Ghislieri fu il primo cardinale titolare;
- 14 dicembre 1558 – 7 gennaio 1566: grande inquisitore dell'Inquisizione romana;
- 17 marzo 1560 – 7 gennaio 1566: vescovo di Mondovì e protettore dei barnabiti;
- 14 aprile 1561 – 15 maggio 1565: cardinale presbitero di Santa Sabina;
- 7 gennaio 1566: elezione a romano pontefice.

## Il conclave del 1565-1566
Alla morte di Pio IV, entrato in conclave con il sostegno del cardinale Carlo Borromeo, Antonio Michele Ghislieri fu eletto il 7 gennaio 1566, incoronato il 17 gennaio (giorno del suo 62º compleanno) da Giulio Della Rovere, cardinale protodiacono e prese possesso della Basilica di San Giovanni in Laterano il 27.
Fu il terzo frate domenicano a salire al Soglio pontificio. Prima di lui erano stati eletti il cardinale Pietro di Tarantasia, che prese il nome di Innocenzo V (febbraio-giugno 1276) e il cardinale Nicola (o Niccolò) di Boccassio, che prese il nome di Benedetto XI (1303-1304). Dopo di lui un quarto domenicano, Pietro Francesco Orsini, verrà eletto papa con il nome di Benedetto XIII (1724-1730).

## Il pontificato

### Relazioni con le istituzioni della Chiesa

#### Inquisizione romana

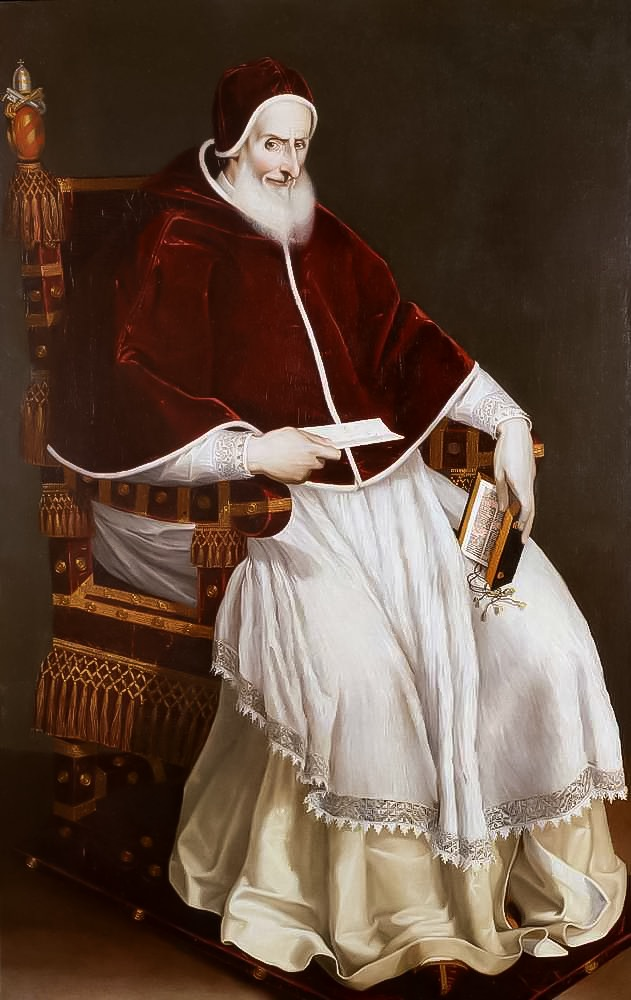
Pio V ritratto da Scipione Pulzone

Pio V scelse una nuova sede della congregazione, dopo che quella precedente era stata distrutta alla morte di Paolo IV. Tenne in elevata considerazione il lavoro degli inquisitori e alcune volte assistette personalmente alle riunioni. Riordinò i poteri dei cardinali inquisitori nella bolla Cum felicis recordationis. Nel 1571 istituì la Sacra Congregazione dell'Indice dei Libri Proibiti, attribuendole l'esclusivo compito di aggiornare l'elenco dei libri sottoposti alla censura ecclesiastica, separandolo dalle competenze dell'Inquisizione. Durante il suo pontificato si svolsero i processi agli umanisti Pietro Carnesecchi e Aonio Paleario, che si conclusero entrambi con una condanna a morte (rispettivamente nel 1567 e 1570). Nell'ambito della revisione del "processo Carafa" fu giustiziato il letterato Niccolò Franco (cui è attribuita tra l'altro una celebre pasquinata), impiccato sulla pubblica piazza l'11 marzo 1570).
Ordini religiosi
- Pio V disciplinò la clausura degli ordini monastici femminili con la bolla Circa pastoralis officii del 1º febbraio 1566.
- Con la bolla Regularium personarum impose ai regolari il divieto di risiedere fuori da conventi e monasteri e di passare da un ordine all'altro.
- Decretò la soppressione dell'ordine religioso degli Umiliati, che a Milano avversava le riforme operate dall'arcivescovo Carlo Borromeo (bolla del 7 febbraio 1571).
- Soppresse la congregazione eremitica di Fonte Avellana, aggregando la comunità all'Ordine camaldolese.

Agostiniani scalzi
Con la lettera apostolica Lubricum vitae genus del 17 novembre 1568, il pontefice impose ai monaci eremiti riunitisi al seguito del sacerdote Filippo Dulcetti nel 1517 di entrare in qualche ordine già approvato (e questi scelsero l'Ordine agostiniano). 
Carmelitani
Con la bolla Superna dispositione del 18 febbraio 1566 Pio V approvò tutti i privilegi, le indulgenze e le grazie concesse all'Ordine carmelitano, compreso il privilegio sabatino
Nel 1567 con il breve Superioribus mensibus il pontefice sottomise i Carmelitani ai vescovi che dovevano essere assistiti nel loro compito da un piccolo gruppo di domenicani;
Domenicani
Nel 1566 promosse la costruzione del convento domenicano di Santa Croce e Ognissanti a Bosco Marengo, che nelle sue intenzioni avrebbe dovuto costituire il centro di una città di nuova fondazione, nonché suo luogo di sepoltura.
Francescani
Con la bolla Illa nos cura (23 giugno 1568), Pio V impose al capitolo di una provincia la nomina di un superiore provinciale proveniente da un'altra provincia. Inoltre, al fine di custodire le cappelle della Porziuncola, del Transito e del Roseto e di altri luoghi resi sacri dalla memoria di san Francesco, nonché per accogliere i tanti pellegrini che da ogni luogo si recavano a visitarli, nel 1569 diede ordine di edificare ad Assisi la grande Basilica di Santa Maria degli Angeli, completata poi nel 1679;
Gesuiti
Con la bolla Dum indefessae (1571) acconsentì alla raccolta di elemosine per il sostegno dell'ordine;
Ordini religiosi cavallereschi
Pio V confermò i privilegi accordati alla «Società dei Crociati per la protezione dell'Inquisizione» e ordinò loro di difendere le azioni dell'Inquisizione (1570). Stabilì che l'Ordine dei Santi Maurizio e Lazzaro mantenesse in generale i privilegi ottenuti prima del pontificato del predecessore Pio IV; inoltre confermò che l'elezione del gran maestro venisse fatta dai cavalieri, sotto riserva di approvazione pontificia.

### Decisioni in materia teologica
- Il 1º ottobre 1567 pubblicò la bolla Ex omnibus afflictionibus con la quale condannò come eretiche 79 tesi dell'umanista e teologo belga Michele Baio;
- Nel novembre 1570 vietò di discutere l'Immacolata Concezione di Maria.
- San Pietro Canisio, su incarico papale, confutò la Historia Ecclesiae Christi, nota come Centurie di Magdeburgo, prima tendenziosa storia ecclesiastica redatta dai protestanti.

### Decisioni in materia liturgica
- Pio V introdusse con la bolla Consueverunt Romani Pontifices del 17 settembre 1569[15] la devozione del rosario.
- In attuazione dei decreti del Concilio di Trento, Pio V emanò la costituzione apostolica Quo primum tempore (14 luglio 1570), con la quale fissò la forma definitiva della Santa Messa pubblicando l'edizione riformata e unificata del Messale romano, conosciuto come "Messale di San Pio V" o "Messale tridentino".
- Nel 1568, con la bolla Quod a Nobis, promulgò il Breviario romano riformato (noto anche come Breviario di san Pio V), imponendolo a tutto il clero cattolico secolare e regolare. In esso venne inserita per la prima volta l'Ave Maria.
- Furono emendate e corrette anche le orazioni dedicate alla Beata Vergine Maria (Officium Beatae Mariae Virginis, 5 aprile 1571)
- Introdusse i due inni Salvete flores martyrum e Audit tyrannus anxius, tratti da Prudenzio[16]
- Il predecessore, papa Pio IV, aveva iniziato la revisione della Vulgata, nominando una commissione di Cardinali e affidandole la consultazione di manoscritti. Pio V nominò una seconda commissione (1569), che ampliò la consultazione dei manoscritti ed esaminò con cura i testi originali[17].

### Relazioni con gli ebrei e con i valdesi

#### L'istituzione del ghetto romano
Se la Spagna, la maggior potenza cattolica del tempo, aveva espulso gli ebrei dal proprio territorio rinunciando così a convertirli, la Santa Sede percorse una strada diversa. Pio V decise infatti di trattenere gli ebrei sul territorio italiano, puntando alla loro conversione.
Fu scelto il modello veneziano. Nella città lagunare gli ebrei arrivati dopo le espulsioni spagnole, erano stati confinati su un'isola
Gli ebrei romani furono rinchiusi nel ghetto, situato in una specifica zona del rione Sant'Angelo, da cui furono espulsi i cristiani. Essi furono anche obbligati ad assistere a sermoni (tenuti da frati Domenicani) volti alla loro "redenzione". Quindi, nel progetto papale, la sperata conversione sarebbe arrivata al termine di un lungo processo di logoramento.
Il 19 gennaio 1567 il pontefice pubblicò la bolla Cum nos nuper, con la quale revocò molte concessioni di Pio IV: obbligò gli ebrei a vendere tutte le loro proprietà e gli immobili acquistati durante il pontificato del predecessore.
Il 26 febbraio 1569 pubblicò la bolla Hebraeorum gens, che sancì l'espulsione di tutti gli Ebrei dallo Stato Pontificio, ad esclusione di coloro che accettavano di risiedere nei ghetti di Roma, Ancona e Avignone. Gli ebrei residenti nei centri più prossimi a Roma emigrarono nel ghetto romano, che in pochi anni divenne sovrappopolato.

#### La Strage dei Valdesi di Guardia Piemontese
A capo del Sant'Uffizio, il cardinal Ghislieri, venuto a conoscenza che i valdesi di Calabria avevano fatto chiamare da Ginevra maestri protestanti, richiedendoli direttamente a Calvino, incaricò il vescovo di Lesina Orazio Greco di indagare sulla dottrina dei valdesi e lo dotò di poteri inquisitoriali. La relazione di Lesina confermò la gravità dei fatti, per cui i valdesi di Guardia Piemontese e di San Sisto furono assoggettati a provvedimenti forzosi, via via più stringenti, dall'obbligo di ascoltare la predicazione, fino all'abiura. Anche dopo aver abiurato, alcuni continuarono a professare l'eresia e rifiutarono di portare l'abitello giallo con cui era obbligato a vestirsi chi aveva abiurato. A Guardia Piemontese e a San Sisto permase un clima di rivolta: alcuni fuggirono, mentre altri furono imprigionati. Intervennero le truppe del viceré di Napoli Pedro Afán de Ribera: Gian Luigi Pascale, processato a Roma, fu arso sul rogo il 16 settembre 1560, per aver sedotto la popolazione di Guardia Piemontese ad abbracciare l'eresia. Il 9 febbraio 1561 il Sant'Uffizio emise un decreto che prevedeva molte limitazioni alle libertà dei valdesi, che reagirono ribellandosi o fuggendo. Le truppe del viceré, guidate da Marino e Ascanio Caracciolo, incendiarono i paesi, ma furono attaccate dalla popolazione di San Sisto in una stretta gola ed ebbero circa cinquanta perdite. I Caracciolo, entrati poi a Guardia Piemontese, condannarono a morte 150 valdesi per ribellione, porto d'armi ed eresia: 86 od 88 persone furono giustiziate l'11 giugno 1561. Altre centinaia furono imprigionate.

### Provvedimenti in materia di etica e morale cristiana

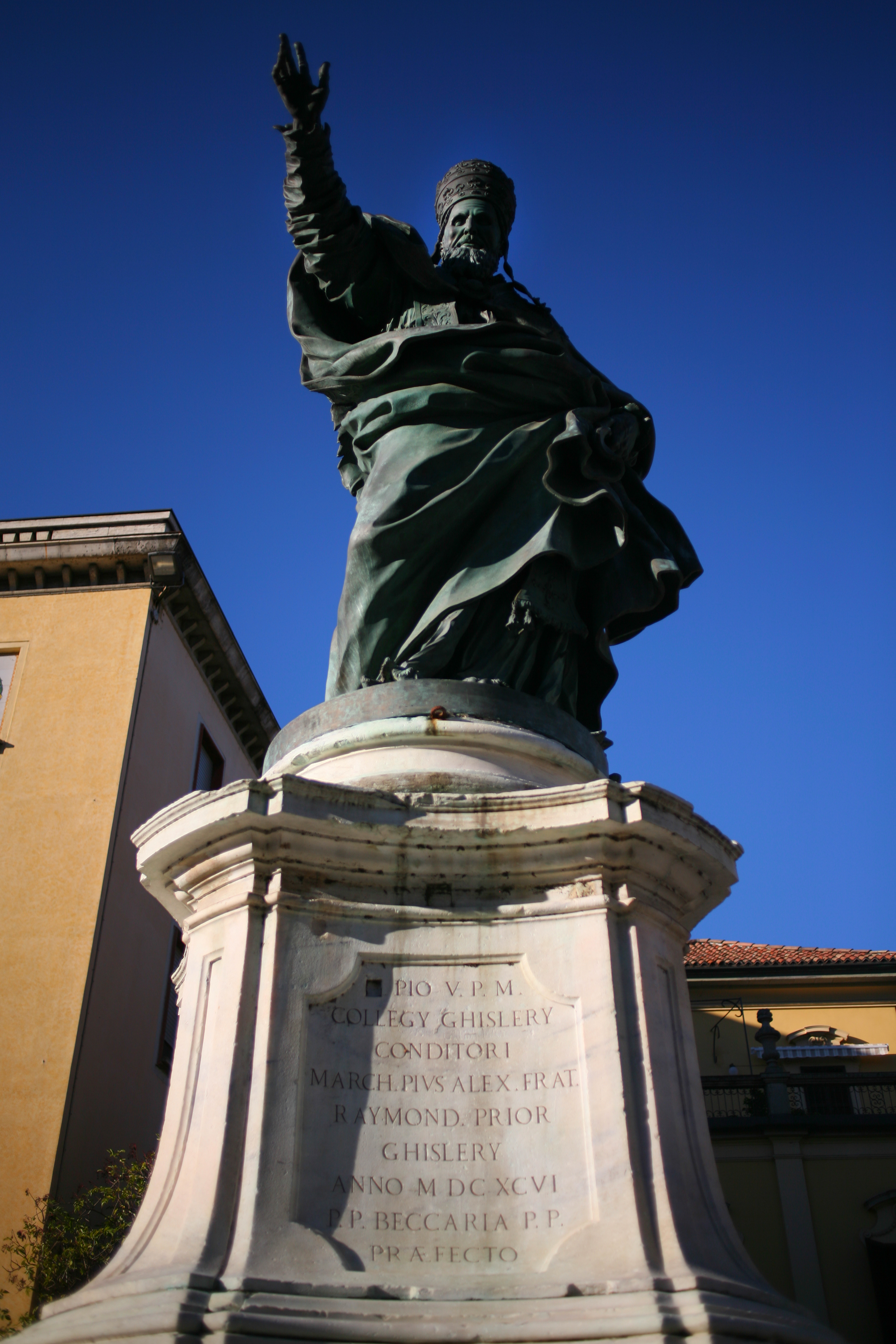
Statua di Pio V posta davanti al collegio Ghislieri, opera di Francesco Nuvolone.

- Il 30 agosto 1567 Pio V pubblicò la bolla Romani pontificis, con la quale vietò ai colonizzatori europei residenti nelle "Indie orientali ed occidentali" di praticare la poligamia e la bigamia;
- Il 1º novembre dello stesso anno pubblicò la costituzione apostolica De salute, con la quale proibì la tauromachia e i maltrattamenti sugli animali da parte dell'uomo;
- Proibì la questua (febbraio 1567 e gennaio 1570);
- Il 30 agosto 1568 il pontefice emanò la bolla Horrendum illud scelus, nella quale condannava fermamente la sodomia (definita dirum nefas) nel clero, sia secolare che regolare;
- Ordinò che le prostitute risiedessero in una determinata area di Roma, detta l'Hortaccio[21], pena l'espulsione dalla città. Inoltre espulse da Roma parecchie cortigiane;
- Durante il suo pontificato, Pio V provvide alla distribuzione di viveri e denaro ai poveri e favorì la fondazione di numerose istituzioni deputate alla loro assistenza, come il Monte di Pietà e gli ospedali di San Pietro e di Santo Spirito[22]. Durante la carestia del 1566 e le epidemie che seguirono, fece distribuire ai bisognosi somme considerevoli e organizzare i servizi sanitari. Al fine di reperire le ingenti somme necessarie, provvide a sopprimere qualsiasi spesa superflua, addirittura facendo adattare alla sua statura gli abiti dei suoi predecessori. Premiò l'Associazione dei Fatebenefratelli, che si era distinta per carità cristiana durante la carestia, elevandola nel 1572 a ordine religioso.

### Altri documenti del pontificato

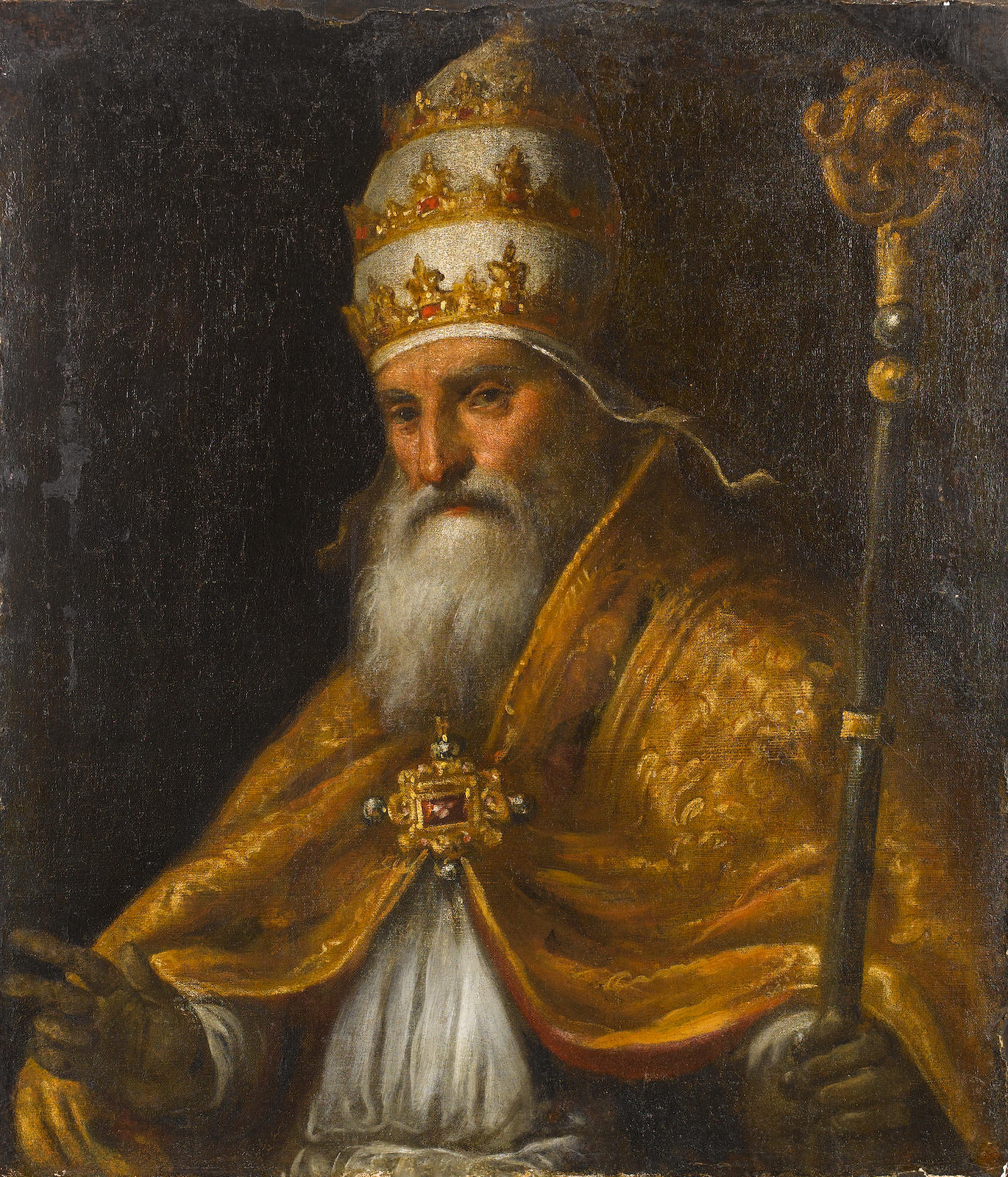
Jacopo Palma il Giovane, Papa Pio V

- Nel 1568 Pio V pubblicò la bolla In coena Domini, raccolta di provvedimenti sulla custodia della fede e la lotta alle eresie che si tramandavano sin dal XIII secolo. Per consuetudine, la bolla veniva pubblicata il giorno del Giovedì santo[23] Nella formulazione piana furono aggiunte alcune parole relativamente a gabelle e dazi: la Chiesa condannava l'abuso di tasse nei regni cattolici. Il Regno di Napoli bloccò la pubblicazione della bolla sul proprio territorio.
- Pio V riabilitò il cardinale Carlo Carafa (26 settembre 1567), che era stato condannato a morte dal predecessore Pio IV;
- Nel 1566 pubblicò l'edizione a stampa del Catechismo romano. Ne affidò la redazione a tre domenicani. Fu ristampato già dopo due anni.
- Nello stesso anno pubblicò la costituzione apostolica Super Gregem Dominicum con la quale prescriveva che il malato, dopo essere stato visitato dal medico, doveva confessarsi entro tre giorni.
- Ordinò ai sacerdoti di prendere domicilio nella parrocchia loro assegnata;
- Ai vescovi fu imposto un previo esame di accertamento circa la loro idoneità: il pontefice creò una commissione per esaminare e valutarne le nomine (3 maggio 1567).

### Relazioni con i monarchi europei
L'intransigenza, l'inflessibilità e lo zelo di cui il Pontefice diede prova nelle relazioni con i potenti dell'Europa del tempo gli procurarono non pochi avversari. Il nuovo pontefice vide riconosciute le decisioni del Concilio di Trento in Italia, Germania, Polonia e Portogallo; tra i monarchi cattolici, solo il re di Francia oppose un diniego. Filippo II di Spagna recepì i decreti conciliari solo a patto che essi non contrastassero con le proprie prerogative regali.
Nel 1566 il Papa creò una rete di informatori formata da agenti dislocati presso tutte le corti europee e da sicari con lo scopo di contrastare i protestanti con tutti i mezzi. Fu denominata «Santa Alleanza» ed è considerato il primo servizio segreto pontificio.
Sacro Romano Impero
Il pontefice inviò in Germania come legato pontificio il cardinale Gian Francesco Commendone, tentando d'impedire che l'imperatore Massimiliano II potesse sottrarsi alla giurisdizione della Santa Sede.
Regno di Francia
Pio V aiutò Francesco II nella repressione degli Ugonotti. Nel 1569 inviò 6.000 uomini alla guida di Sforza I Sforza, conte di Santa Fiora.
Caterina de' Medici, regina consorte di origine fiorentina, inviò una lettera al pontefice (28 marzo 1569) in cui paventava il rischio che il conflitto avrebbe potuto degenerare in una guerra civile. Il pontefice ascoltò il suo consiglio e acconsentì alla pace, che venne firmata l'8 agosto 1570 (Pace di Saint-Germain). Successivamente nominò nunzio in Francia l'esperto Anton Maria Salviati (già vescovo di Saint-Papoul) e inviò come legato apostolico il cardinal nipote Michele Bonelli.
Regno d'Inghilterra
Il 25 febbraio 1570 il papa scomunicò la regina d'Inghilterra Elisabetta I Tudor per eresia, giudicandola inoltre decaduta dal diritto di governare (Regnans in Excelsis). Con questa decisione la Santa Sede troncò le relazioni ufficiali con il Regno d'Inghilterra, che furono riprese solamente nel XX secolo.
Il Papa appoggiò la cattolica regina di Scozia, Maria Stuarda.

### Contrasto all'espansionismo ottomano
Nel 1571 gli ottomani conquistarono in successione le due città principali dell'isola di Cipro: Nicosia e Famagosta, quest'ultima difesa eroicamente dal veneziano Marcantonio Bragadin che, dopo la resa, fu scuoiato vivo. Pio V, comprendendo come l'avanzata turca rappresentasse una minaccia per la libertà dell'Europa, s'impegnò tenacemente a organizzare una coalizione dei principali Paesi europei. Fu così costituita la Lega Santa (1571), che il pontefice pose sotto la protezione della Madre di Dio. La Lega Santa organizzò la flotta che poi sconfisse gli ottomani nella famosa Battaglia di Lepanto (golfo di Corinto, 7 ottobre 1571). Due giorni prima dell'annuncio ufficiale, il papa avrebbe avuto per via soprannaturale la notizia della vittoria, comunicandola ai cardinali che erano a Roma in riunione con lui, e ordinando che le campane delle chiese romane suonassero a distesa.
L'anno successivo, il 7 ottobre venne celebrato il primo anniversario della vittoria di Lepanto. Pio V consacrò la vittoria ottenuta «...per intercessione dell'augusta Madre del Salvatore, Maria», intitolando il giorno 7 ottobre a «Nostra Signora della Vittoria», successivamente rinominata da papa Gregorio XIII in Nostra Signora del Rosario. Il Senato veneto fece dipingere la scena della battaglia nella sala delle adunanze con la scritta: Non la forza, non le armi, non i comandanti, ma il Rosario di Maria ci ha resi vittoriosi!.

### Governo dello Stato pontificio
Il documento più importante per quanto riguarda l'amministrazione dei territori pontifici fu la bolla Admonet nos (29 marzo 1567), con la quale veniva dichiarata l'inalienabilità delle terre di pertinenza della Chiesa e il divieto di infeudarle. Oltre ad affermare i diritti della Chiesa, la bolla ebbe anche l'effetto di porre fine al periodo noto come "grande nepotismo", ovvero la cessione da parte del pontefice di ampie giurisdizioni ai propri parenti, una pratica che si era rivelata foriera di sperperi.

### Relazioni con gli altri Stati italiani

Battaglia di Lepanto

#### Prohibitio alienandi et infeudandi civitates et loca Sanctae Romanae Ecclesiae
Il 23 maggio 1567 Pio V pubblicò la bolla Prohibitio alienandi et infeudandi civitates et loca Sanctae Romanae Ecclesiae. Con essa il papa vietava ai figli illegittimi l'investitura di feudi della Chiesa. Per alcune casate nobiliari, che amministravano feudi ecclesiastici come quella Estense, il provvedimento ebbe effetti decisivi. Quando il duca Alfonso II d'Este nel 1597 morì senza discendenti diretti, il suo successore al soglio pontificio, papa Clemente VIII, disconobbe la condizione di discendente legittimo all'erede Cesare d'Este, gli rifiutò l'investitura, lo scomunicò, e avocò allo stato pontificio il controllo della città di Ferrara e dei suoi domini, attuando nel 1598 la devoluzione di Ferrara.

#### Elevazione del Ducato di Firenze a Granducato di Toscana
Il 21 agosto 1569 il pontefice accordò a Cosimo I de' Medici il titolo di Granduca di Toscana, premiandolo per lo zelo nella lotta contro l'eresia e per il suo impegno nella guerra in Francia contro gli Ugonotti. Ciò d'altra parte non fu senza conseguenze, poiché formalmente la Repubblica di Firenze faceva parte del Sacro Romano Impero e il conferimento del titolo avrebbe dovuto ottenere il preventivo assenso degli Asburgo, sovrani dell'impero. Massimiliano II, infatti consegnò una protesta formale, cui il papa rispose nominando un'apposita commissione presieduta dal cardinale Giovanni Gerolamo Morone. Successivamente il titolo di Granduca fu confermato dallo stesso Massimiliano II.

### Pio V e la cultura

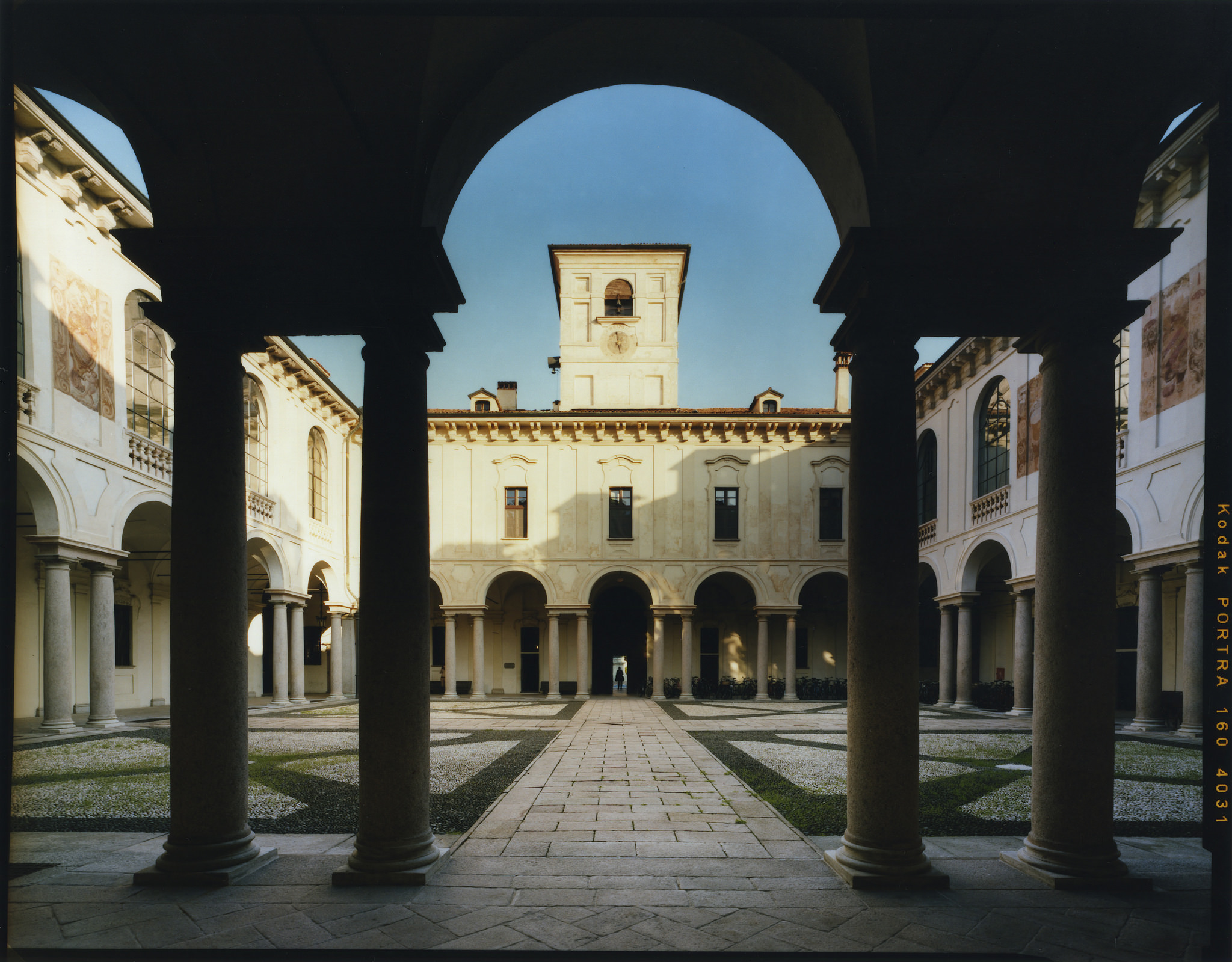
Pavia, collegio Ghislieri.

- Aumentò le dimensioni dell'orto botanico di Roma, affidandone la cura a Michele Mercati (1568).
- Nel 1567 fondò a Pavia un'istituzione caritatevole per studenti meritevoli, il Collegio Ghislieri, che tuttora, tramite concorso pubblico, accoglie alcuni tra i migliori studenti dell'Università di Pavia.
- Nell'aprile del 1571 Pio V nominò Giovanni Pierluigi da Palestrina maestro della Cappella Giulia (aveva già ricoperto questo incarico dal 1551 al 1554);
- Vi è da dire che, a causa delle severe norme sulla pubblicazione di libri, molti librai e stampatori abbandonarono Roma e si trasferirono altrove.

#### Lotta al nepotismo
Pio V fu rigido oppositore del nepotismo. Ai numerosi parenti accorsi a Roma con la speranza di qualche privilegio, Pio V disse che un parente del papa può considerarsi sufficientemente ricco se non conosce l'indigenza. Siccome i cardinali ritenevano opportuna la presenza di un nipote del papa nel Collegio dei Principi della Chiesa, Pio V si lasciò indurre a dare la porpora a Michele Bonelli, nipote di una sua sorella e domenicano pure lui, purché lo aiutasse nel disbrigo degli affari.
A Paolo Ghislieri, figlio di suo fratello, permise invece di entrare nella milizia pontificia, ma lo cacciò persino dallo Stato, appena seppe che coltivava illeciti amori.

## Morte e sepoltura

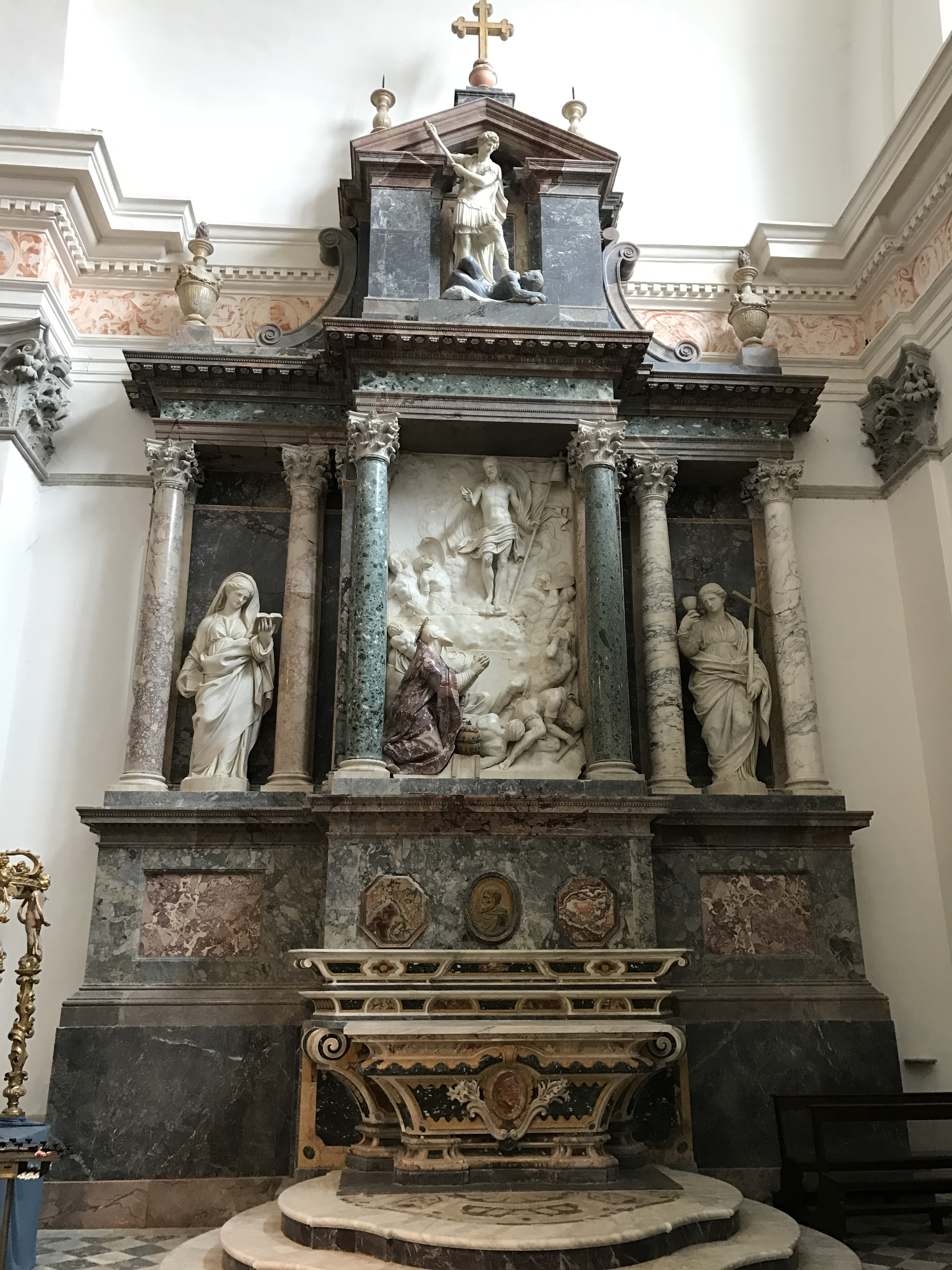
Cenotafio di Pio V nella Chiesa di Santa Croce a Bosco Marengo

Pio V, spossato da una grave ipertrofia prostatica di cui, per pudicizia, non volle essere operato, si spense la sera del 1º maggio 1572, all'età di 68 anni, dopo aver detto ai cardinali radunati attorno al suo letto: «Vi raccomando la santa Chiesa che ho tanto amato! Cercate di eleggermi un successore zelante, che cerchi soltanto la gloria del Signore, che non abbia altri interessi quaggiù che l'onore della Sede Apostolica e il bene della cristianità». Spesso è riportato erroneamente che egli sia il primo Papa a vestire di bianco, volendo indossare l'abito dei domenicani anche dopo l'elezione a Sommo Pontefice; in realtà i Papi indossavano già da secoli la talare bianca e papa Pio V si limitò a indossare il saio bianco del suo Ordine sotto le vesti papali.
Fu sepolto nella Basilica Vaticana. Il 9 gennaio 1588 le sue spoglie furono trasferite nella Basilica di Santa Maria Maggiore a Roma.
Pio V è l'unico papa piemontese dei primi duemila anni di cristianesimo; nel terzo millennio è salito al Soglio pontificio papa Francesco, di ascendenza piemontese.

## Canonizzazione e culto

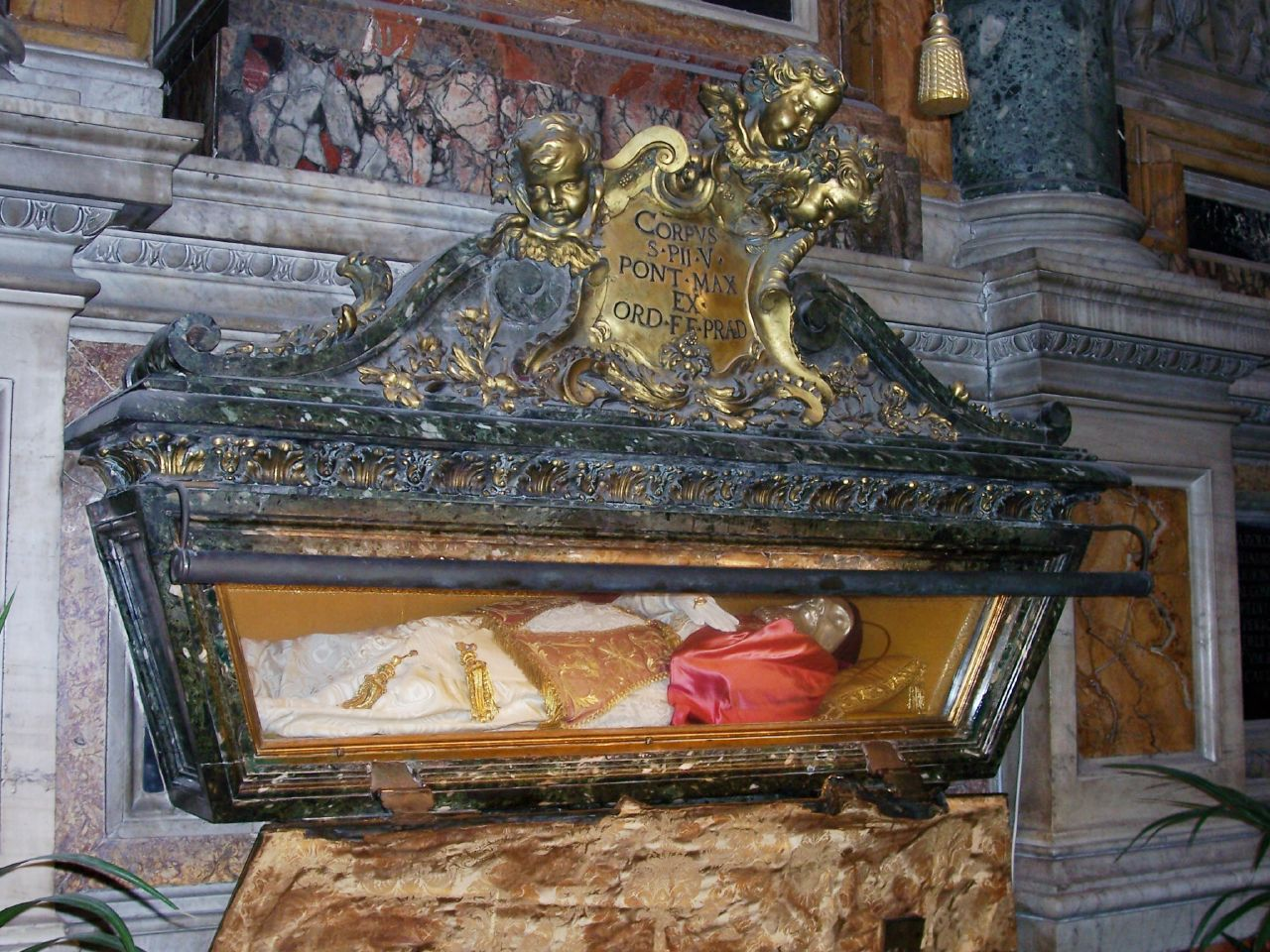
Tomba di Pio V in Santa Maria Maggiore

Nel 1616 papa Paolo V, su istanza dell'Ordine domenicano, firmò il decreto di autorizzazione dell'istruttoria ordinaria, dando così inizio al processo canonico di beatificazione di Pio V. Nel 1624 papa Urbano VIII acconsentì ad aprire i processi che riconobbero la fama di santità del papa e otto miracoli, di cui due compiuti in vita. Esaminati ed approvati i fascicoli processuali dalla Sacra Congregazione dei Riti, Pio V fu beatificato da papa Clemente X il 1º maggio 1672.
Nel 1695 il maestro generale dell'Ordine dei Predicatori Antonin Cloche richiese l'esame di altri due miracoli: le guarigioni della bambina paralitica Margherita Massi e di Isabella Ricci, in pericolo di vita a causa di un aborto spontaneo. Approvata la relazione dei miracoli presentata dal cardinale Giovanni Maria Gabrielli in concistoro il 4 agosto 1710, Pio V fu canonizzato nella Basilica di San Pietro il 22 maggio 1712 da papa Clemente XI insieme ad Andrea Avellino, Felice da Cantalice e Caterina da Bologna.
La sua festa liturgica fu fissata al 5 maggio e ancora si celebra in questa data nella messa tridentina; nel 1969, con la riforma del calendario liturgico, la ricorrenza fu degradata a memoria facoltativa e fissata al 30 aprile. Pio V è l'unico pontefice proclamato santo in un periodo di ben sei secoli, cioè tra Celestino V (1313) e Pio X (1954).

## Diocesi erette da Pio V

### Nuove diocesi
- 10 maggio 1570 (bolla Super specula militantis Ecclesiae):
  - Diocesi di Córdoba (in Argentina, il territorio fu ricavato dalla Diocesi di Santiago del Cile);
  - Diocesi di Tucumán (in Argentina, il territorio fu ricavato dalla Diocesi di Santiago del Cile).
- 9 giugno 1570 (bolla Super cunctas):
  - Diocesi di Elvas (in Portogallo, il territorio fu ricavato dalla diocesi di Ceuta e dall'arcidiocesi di Évora)
- 1º agosto 1571 (bolla Illius fulciti):
  - Diocesi di Ripatransone (nelle Marche, il territorio fu ricavato dalle diocesi circostanti (Fermo, Ascoli Piceno e Teramo).

### Ripristino di sedi soppresse
- 20 ottobre 1570: Diocesi di Ortona (soppressa prima dell'anno Mille).

### Separazione di diocesi
- 18 giugno 1571: dalla diocesi di Huesca e Jaca nascono le diocesi di Jaca e di Huesca.

## Concistori per la creazione di nuovi cardinali
Papa Pio V durante il suo pontificato ha creato 21 cardinali nel corso di 3 distinti concistori.

## Canonizzazioni
Pio V il 18 dicembre 1570 proclamò santo Ivo di Chartres (1040-1115).
Con la bolla Mirabilis Deus, l'11 aprile 1567 proclamò Tommaso d'Aquino dottore della Chiesa, imponendo a tutte le università lo studio della Summa Theologiae e promuovendo nel 1570 l'edizione dell'opera omnia del santo.
Il 20 settembre 1568 dichiarò inoltre dottori della Chiesa: Basilio il Grande, Atanasio il Grande, Giovanni Crisostomo e Gregorio Nazianzieno.

## Genealogia episcopale e successione apostolica
La genealogia episcopale è:
- Cardinale Guillaume d'Estouteville, O.S.B.Clun.
- Papa Sisto IV
- Papa Giulio II
- Cardinale Raffaele Riario
- Papa Leone X
- Papa Clemente VII
- Cardinale Antonio Sanseverino, O.S.Io.Hier.
- Cardinale Giovanni Michele Saraceni
- Papa Pio V

La successione apostolica è:
- Vescovo Adriano Beretti Valentico, O.P. (1566)
- Cardinale Giovanni Francesco Gambara (1566)
- Cardinale Innico d'Avalos d'Aragona, O.S.Iacobi (1566)
- Cardinale Guglielmo Sirleto (1566)

### Biografie e agiografie
- Girolamo Catena, Vita del gloriosissimo papa Pio quinto, Roma, 1587 versione digitalizzata
- (ES)  Antonio de Fuenmayor, Vida y hechos de Pio V pontifice romano, Madrid, 1595 versione digitalizzata
- (LA)  Giovanni Antonio Gabuzio, De vita et rebus gestis Pii V Pontificis Maximi, Roma, 1605 versione digitalizzata
- Lodovico Jacobilli, Vite del santiss. sommo pontefice Pio V, del b. Bonaparte, della b. Filippa, Todi, 1661 versione digitalizzata
- (FR)  Agazio di Somma, La vie du pape Pie V, traduzione di André Félibien, Paris, 1672 versione digitalizzata
- (FR)  Jean-Baptiste Feuillet, Vie du très saint pape Pie V, Paris, 1674 versione digitalizzata
- Paolo Alessandro Maffei, Vita di S. Pio V, Venezia, 1712 versione digitalizzata
- (FR)  François van Ortroy, Le pape saint Pie V in Analecta Bollandiana, 33 (1914), pp. 192–215
- Ludwig von Pastor, Storia dei papi dalla fine del medio evo, volume VIII, Roma, Desclée & C., 1951
- Tommaso Maria Minorelli, Vita di San Pio V, a cura di Fabio Gasti, Pavia, Ibis Edizioni, 2012, ISBN 978-88-7164-433-2

### Saggi
- Maurilio Guasco e Angelo Torre (a cura di), Pio V nella società e nella politica del suo tempo, Bologna, Il Mulino, ISBN 88-15-10672-3
- Carlo Bernasconi (a cura di), San Pio V nella storia. Convegno in occasione del terzo centenario di canonizzazione di papa Pio V Ghislieri (Pavia, Collegio Ghislieri, 24 maggio 2012), Pavia, Ibis Edizioni, 2012, ISBN 978-88-7164-419-6
- Maurizio Gattoni, Pio V e la politica iberica dello Stato Pontificio, Roma, Edizioni Studium, 2006, ISBN 88-382-3990-8
- Fulvio Cervini e Carla Enrica Spantigati (a cura di), Il tempo di Pio V. Pio V nel tempo. Atti del convegno internazionale di studi (Bosco Marengo, 11-13 marzo 2004), Alessandria, Edizioni dell'Orso, ISBN 88-7694-891-0
- Gianpaolo Angelini e Luisa Giordano (a cura di), L'immagine del rigore. Committenza artistica di e per Pio V a Roma e in Lombardia, Pavia, Ibis Edizioni, 2012, ISBN 978-88-7164-418-9
- Innocenzo Venchi, San Pio V. Il pontefice di Lepanto, del rosario e della liturgia tridentina, Roma, Edizioni Studio Domenicano, 1997, ISBN 88-7094-277-5
- Massimo Firpo e Dario Marcatto, I processi inquisitoriali di Pietro Carnesecchi (1557-1567). Edizione critica. Volume II: il processo sotto Pio V (1566-1567), Città del Vaticano, Archivio Segreto Vaticano, 1998, ISBN 88-85042309
- Charles Hirschauer, La politique de st. Pie V en France, Paris, 1922
- Vita e cultura a Mondovì nell'età del vescovo Michele Ghislieri (San Pio V), Torino, Deputazione Subalpina di Storia Patria, 1967
- San Pio V e la problematica del suo tempo, Alessandria, 1972
- Nicole Lemaître, Saint Pie V, Paris, Fayard, 1994, ISBN 2-213-59233-0